# 马里奥·保内萨
马里奥·保内萨（義大利語：Mario Paonessa，1990年12月9日—），意大利男子赛艇运动员。他曾代表意大利参加世界赛艇锦标赛，获得二枚铜牌。他也曾参加2012年和2016年夏季奥运会。